# Towarzyszka ze wsi
Towarzyszka ze wsi (tyt. oryg. Shoqja nga fshati) – albański film fabularny z roku 1981 w reżyserii Piro Milkaniego.

## Opis fabuły
Komedia, będąca kontynuacją filmu Pani z miasta. Ollga, która już przyzwyczaiła się do życia na wsi, przygotowuje się do wyjazdu na konferencję kobiecych aktywistek, które będą referować o swoich doświadczeniach w walce z konserwatywnymi poglądami i uprzedzeniami. W czasie gorącej atmosfery konferencji Ollga zaczyna śpiewać kołysanki, które kiedyś śpiewała swojemu synowi, przekonując zebrane działaczki, że z tym kojarzy jej się rola kobiety.
Film realizowano w Pogradcu i we wsi Tushemisht.

## Obsada
- Rajmonda Bulku jako Meli
- Violeta Manushi jako Ollga
- Robert Ndrenika jako Agush
- Sotiraq Bratko jako Tirka
- Pandi Raidhi jako Bako
- Elvira Diamanti jako Lulja
- Piro Kita jako Bujar, dyrektor szkoły
- Thimi Filipi jako kierownik produkcji rolnej
- Stavri Shkurti jako sekretarz
- Mirush Kabashi jako kierowca
- Antoneta Papapavli jako Lefka
- Sokol Angjeli jako reżyser
- Katerina Biga jako aktorka udająca Ollgę
- Valentina Caci jako Nekia
- Hasan Fico jako Malua
- Ligoraq Rira jako Zambaku
- Lumturi Shtino jako przyjaciółka Ollgi
- Ina Osmanlliu